# وزارة النوع الاجتماعي والعمل والتنمية الاجتماعية (أوغندا)
وزارة النوع الاجتماعي والعمل والتنمية الاجتماعية هي وزارة على مستوى رئاسة الوزراء في أوغندا. تُوكل للوزارة مهام تمكين المواطنين من استغلال قدراتهم الفردية والجماعية إلى أقصى حد عن طريق تطوير مهاراتهم، وزيادة إنتاجيتهم في العمل، وإثرائهم ثقافيًا؛ لتحقيق التنمية المستدامة المراعية للنوع الاجتماعي. يرأس الوزارة بيتي أميني أكينا، وزير من أعضاء مجلس الوزراء.

## الموقع
يقع المقر الرئيسي للوزارة في شارع جورج الواقع على تلة ناكاسيرو في القسم الأوسط من العاصمة والمدينة الكبرى كمبالا.

## الإدارات
تنقسم الوزارة إلى الإدارات التنظيمية التالية:
- العمل والتوظيف والسلامة المهنية.
- الحماية الاجتماعية.
- النوع الاجتماعي والتنمية المجتمعية.

## القيادة
يساعد وزير الهيئة الوزارية أربع وزراء دولة:
- بيس موتوزو: وزير الدولة للنوع الاجتماعي والثقافة.
- نيراباشيتسي سارة ماتيكي: وزيرة الدولة لشئون الشباب والأطفال.
- دومينيك مافوابي جيدودو: وزير الدولة لكبار السن وذوي الاحتياجات الخاصة.

## وصلات خارجية
- موقع وزارة النوع الاجتماعي والعمل والتنمية الاجتماعية